# Deutsches Kulturzentrum Klausenburg

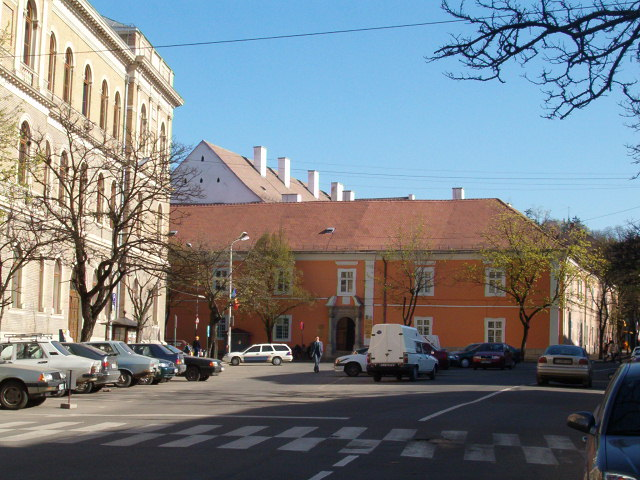
Deutsches Kulturzentrum Klausenburg

Das Deutsche Kulturzentrum Klausenburg befindet sich im Zentrum der Stadt Klausenburg gegenüber dem alten Hauptgebäude der Babeș-Bolyai-Universität. Es ist seit 1994 eine Institution in Trägerschaft der Rumänisch-Deutschen Kulturgesellschaft. Die Aktivitäten des Deutschen Kulturzentrums Klausenburg richten sich an alle, die sich für Deutschland und seine Bedeutung im europäischen Kulturraum interessieren.

## Tätigkeit
Mit Ausstellungen, Konzerten, Workshops und Lesungen verschafft das Deutsche Kulturzentrum Einblicke in die zeitgenössische deutsche Kulturlandschaft. Es vermittelt einen kulturellen Dialog und fördert zivilgesellschaftliche Prozesse.
Es werden deutsche Sprachkurse verschiedener Schwierigkeitsstufen angeboten, mit der Möglichkeit, international anerkannte Sprachprüfungen abzulegen.
Schwerpunkte der reichhaltigen Bibliothek liegen auf deutschsprachiger Literatur des 20. Jahrhunderts, Nachschlagewerken sowie Fachbüchern unterschiedlicher Ressorts, ergänzt durch verschiedene regelmäßig bezogene deutsche Zeitungen und Zeitschriften sowie Video- und Audiomaterialien. Zurzeit verfügt die Bibliothek über einen Bestand von 6.000 Büchern und unterschiedliche Audio- und Videomaterialien, die ausgeliehen werden können. Das Spielezentrum mit mehr als 500 deutschsprachigen Gesellschaftsspielen bietet einen umfangreichen Einblick in die für Deutschland typische Spielelandschaft.
Das Lehrmittelzentrum des Deutschen Kulturzentrums unterstützt Deutschlehrerinnen und -lehrer aus Klausenburg und der Region mit unterschiedlichen didaktischen Materialien bei der Unterrichtsgestaltung.
Die Ausstattung des Lesesaals erfolgt aus den Mitteln des Goethe-Instituts Bukarest. Die Sprach- und Kulturarbeit wird aus Mitteln des Auswärtigen Amtes der Bundesrepublik Deutschland gefördert. Weitere Unterstützung erfolgt regelmäßig von Seiten der Robert Bosch Stiftung und der Metro AG.